# Čarověník

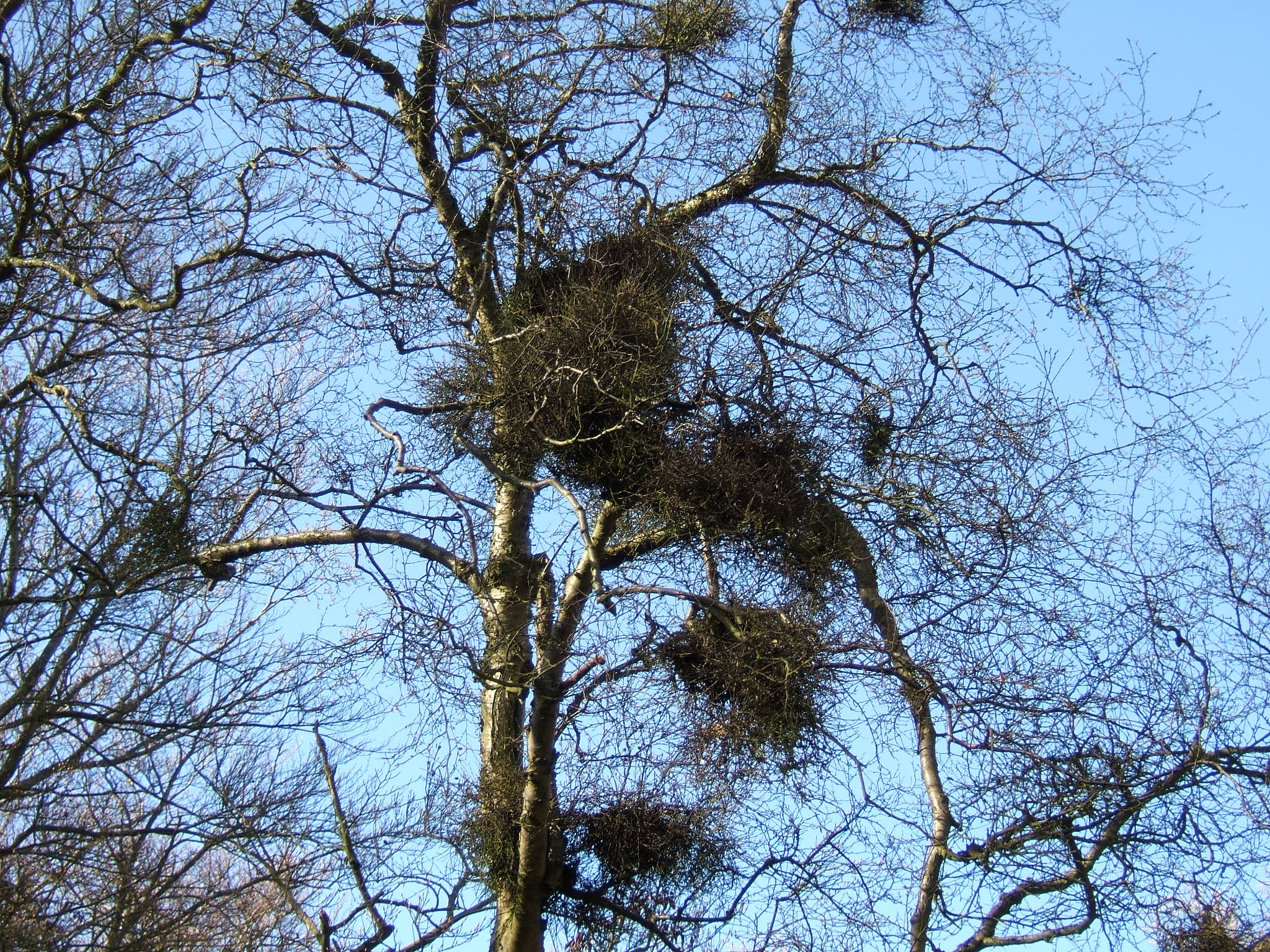
Čarověníky na bříze pýřité, způsobené houbou Taphrina betulina

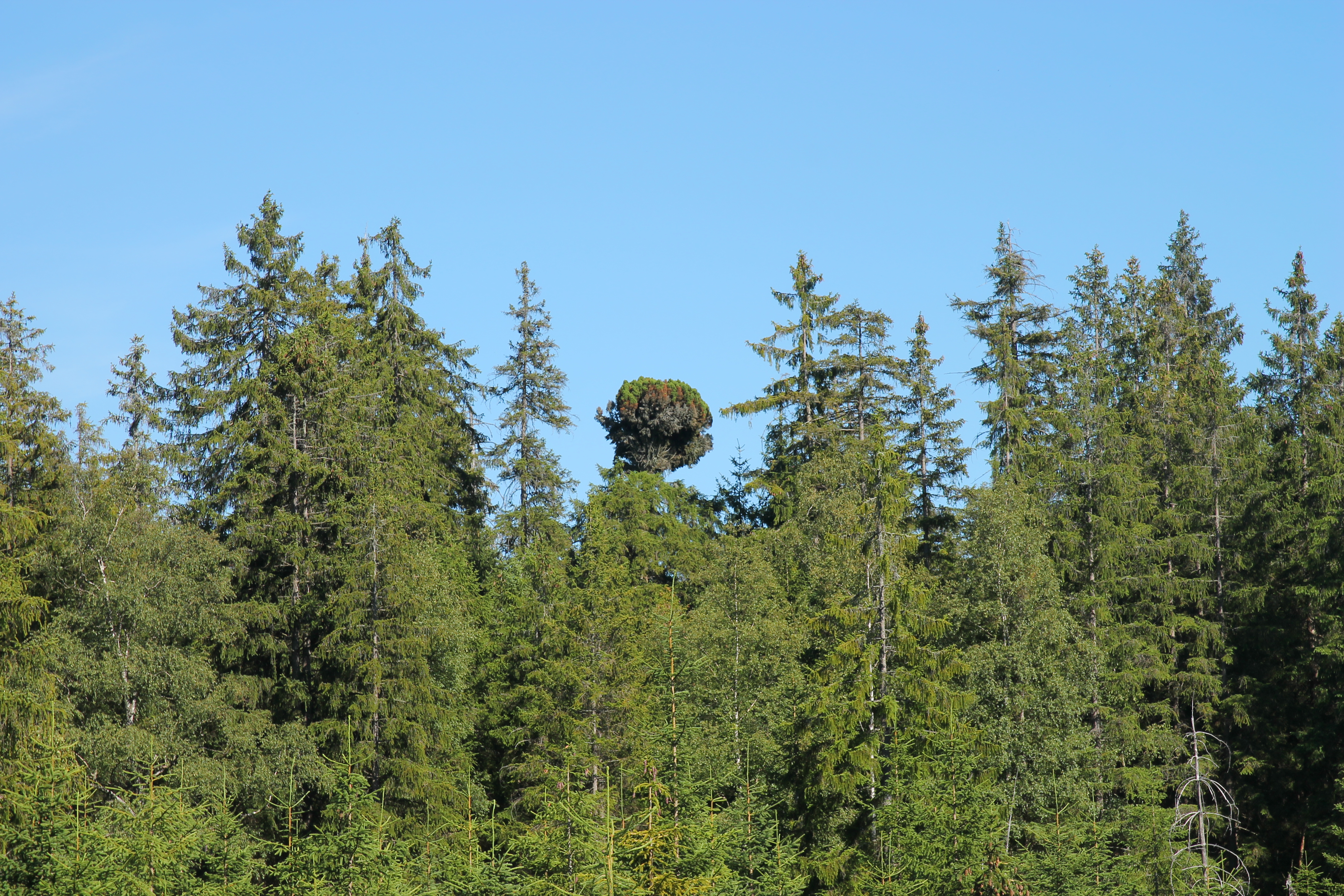
Čarověník na borovici poblíž Kladské

Čarověník je chomáčovitá nebo metlovitá znetvořenina na stromech a keřích, která je tvořena hustěji nahloučenými větvičkami, často odlišného zabarvení, tvaru a uspořádání olistění (jehlic).
Netypický růst částí rostlin může být vyvolán onemocněním, která způsobují např. rez jedlová (Melampsorella caryophyllacearum), vřeckaté houby rodu kadeřavka (Taphrina), roztoči, viry a j. Pokud se tyto postižené části rostliny chorobě či škůdci neubrání, většinou hynou.
Čarověníky vzniklé mutacemi bývají životné, schopné vegetativního množení. Změny zapříčiněné tzv. pupenovými mutacemi jsou dědičné a je jim přisuzován velký význam v evoluci, i když se semeny množí spíše jen výjimečně.
Čarověníky lze množit a zachovávat roubováním, přičemž si zachovávají svůj zvláštní charakter. Vznikají tak zakrslé stromky podobné bonsajím, které však ani po vysazení do volné půdy nevyrostou do větších rozměrů. Jsou proto mimořádně vhodné do skalek a malých zahrad.
Díky hustější koruně (zvýšená vlhkost, horší přístup slunce a větru) a případně i typické primární nákaze jsou v některých případech náchylnější k různým onemocněním a je třeba je v případě viditelných problémů (nejčastěji schnoucí jehličí) chemicky či jinak ošetřovat. Většinou ale zvláštní péči nevyžadují. Nejčastější pěstitelskou chybou je pro daný druh nevyhovující pH půdy, který brání asimilaci živin.
V různých regionech byl tradičně čarověníkům přičítán magický charakter, přinášely tu štěstí, tu smůlu, věřilo se, že vznikají po zásahu stromu bleskem, což v ojedinělých případech může být i pravda.